# تيم برايتهاوبت
تيم برايتهاوبت (بالألمانية: Tim Breithaupt)‏ هو لاعب كرة قدم ألماني، ولد في 7 فبراير 2002 في أوفنبورغ في ألمانيا.

## وصلات خارجية
- تيم برايتهاوبت على موقع قاعدة بيانات كرة القدم.إي يو (الإنجليزية)
- تيم برايتهاوبت على موقع بيانات كرة القدم. دي إي (الألمانية)
- تيم برايتهاوبت على موقع Soccerbase.com (لاعب) (الإنجليزية)
- تيم برايتهاوبت على موقع Soccerway.com (الإنجليزية)
- تيم برايتهاوبت على موقع عالم كرة القدم.نت (الإنجليزية)